# Convenção Internacional sobre a Emissão de Certidões Multilíngues de Atos do Registro Civil
A Convenção Internacional sobre a Emissão de Certidões Multilíngues de Atos do Registro Civil (em francês Convention du 8 septembre 1976 relative à la délivrance d'extraits plurilingues d'actes de l'état civil) é uma convenção multilateral elaborada pela Comissão Internacional do Registro Civil que define um formato único para a emissão de certidões de registro civil (certidões de nascimento, casamento e óbito). A convenção foi assinada em Viena (Áustria) em 8 de setembro de 1976 por doze Estados europeus, tendo entrado em vigor em 30 de julho de 1983 após a ratificação do quinto Estado. Aconvenção está em vigor em 23 países europeus e Cabo Verde (dados atualizados em 17 de outubro de 2015). A convenção pode ser assinada por qualquer país.
Os estados signatários têm a obrigação de expedir certidões multilíngues em formato extrato (em resumo ou breve relato) e de aceitar as certidões emitidas por outros países sem necessidade de qualquer tipo de legalização.
Os documentos são expedidos em formato de extrato na língua oficial do país emissor e em francês. No rodapé e no verso são colocadas os termos traduzidos para todas as línguas oficiais dos países signatários.
As certidões são conhecidas por Fórmula A para nascimentos, Fórmula B para casamentos e Fórmula C para óbitos.